# Bright Lights & Back Alleys
Bright Lights & Back Alleys ist das vierte Studioalbum der englischen Pop- und Softrockband Smokie. Es wurde am 29. September 1977 bei RAK Records und EMI Electrola veröffentlicht und von Mike Chapman produziert.

## Hintergrund
Das Album wurde von Mike Chapman produziert, veröffentlicht wurde es erstmals als LP und Musikkassette am 29. September 1977. Eine CD-Version ist seit 1990 verfügbar.
Es enthält mit It’s Your Life und Needles and Pins zwei Songs, die als Singles zu internationalen Hits der Band wurden. Nicky Chinn und Mike Chapman sind Texter und Komponisten von zwei der zehn Titeln, darunter dem als Single erschienenen Titel It’s Your Life. Der Cover-Song Needles and Pins wurde von Jack Nitzsche und Sonny Bono für die Sängerin Jackie DeShannon geschrieben, die ihn 1963 veröffentlichte. Das Lied erschien zudem 1964 als erfolgreiche Single der Band The Searchers, die damit in Großbritannien einen Nummer-eins-Hit hatten und auch in Deutschland und den Vereinigten Staaten erfolgreich waren. Eine weitere Cover-Version auf dem Album ist der Titel The Dancer, der von David Courtney und Leo Sayer geschrieben und von Sayer auf seinem Debüt-Album Silverbird veröffentlicht wurde. Die restlichen sechs Titel wurden von Sänger Chris Norman und Schlagzeuger Pete Spencer geschrieben.

## Titelliste
Das Album besteht aus 10 Titeln. Dabei befanden sich bei der ursprünglichen LP-Version von 1976 je fünf Titel auf jeder Seite:
1. A1: It’s Your Life (Nicky Chinn, Mike Chapman) – 3:30
2. A2: I Can’t Stay Here Tonight (Chris Norman, Pete Spencer) – 4:03
3. A3: Sunshine Avenue (Chris Norman, Pete Spencer) – 3:06
4. A4: Think of Me (Chris Norman, Pete Spencer) – 4:40
5. A5: In The Heat of The Night (Nicky Chinn, Mike Chapman) – 4:44
6. B1: Needles and Pins (Jack Nitzsche, Sonny Bono) – 2:41
7. B2: No One Could Ever Love You More (Chris Norman, Pete Spencer) – 2:26
8. B3: The Dancer (David Courtney, Leo Sayer) – 3:46
9. B4: Baby It’s You (Chris Norman, Pete Spencer) – 3:46
10. B5: Walk Right Back (Chris Norman, Pete Spencer) – 5:25

## Rezeption

### Charts und Chartplatzierungen
Es war das vierte Album von Smokie nach dem Greatest Hits-Album und das dritte Studio-Album nach Midnight Café, das in die deutschen Albumcharts einstieg. In ihrem Heimatland Großbritannien konnte es sich dagegen anders als der Vorgänger nicht platzieren, wurde jedoch mit einer Silbernen Schallplatte ausgezeichnet. In die deutschen Albumcharts kam es am 15. November 1977 und stieg bis auf Platz 6. Insgesamt war es 34 Wochen in der Hitparade, davon 16 Wochen in den Top 10, seine letzte Platzierung hatte es am 15. Juli 1978. Auch in Österreich platzierte sich das Album in den Albencharts und stieg dort am 15. Dezember 1977 ein. Für den Erfolg in Deutschland mit diesem Album wurde die Band zudem mit einer goldenen Schallplatte ausgezeichnet. Es stieg auch hier bis auf Platz 6 und verblieb insgesamt 16 Wochen in der Hitparade, davon 8 in der Top 10, bis es am 15. April 1978 zum letzten Mal platziert war.
| ChartsChartplatzierungen | Höchstplatzierung | Wochen |
| ------------------------ | ----------------- | ------ |
| Deutschland (GfK)        | 6 (38 Wo.)        | 38     |
| Österreich (Ö3)          | 6 (16 Wo.)        | 16     |

### Auszeichnungen für Musikverkäufe
| Land/Region                  | Auszeichnungen für Musikverkäufe (Land/Region, Auszeichnung, Verkäufe) | Verkäufe |
| ---------------------------- | ---------------------------------------------------------------------- | -------- |
| Deutschland (BVMI)           | Gold                                                                   | 250.000  |
| Vereinigtes Königreich (BPI) | Silber                                                                 | 60.000   |
| Insgesamt                    | 1× Silber · 1× Gold ·                                                  | 310.000  |

## Belege
1. 1 2 3  Smokie – Bright Lights & Back Alleys bei Discogs; abgerufen am 14. Juni 2021.
2. ↑  Smokie – Bright Lights & Back Alleys. In: austriancharts.at. Abgerufen am 16. Juni 2021.
3. ↑  Smokey – Bright Lights & Back Alleys (CD) bei Discogs; abgerufen am 14. Juni 2021.
4. ↑  Jackie DeShannon – Needles and Pins bei Discogs; abgerufen am 14. Juni 2021.
5. ↑  The Searchers – Needles and Pins bei Discogs; abgerufen am 14. Juni 2021.
6. ↑  Leo Sayer – Silverbird bei Discogs; abgerufen am 14. Juni 2021.
7. ↑  
Smokie. In: officialcharts.com. Abgerufen am 14. Juni 2021.
8. 1 2  Smokie – Changing All the Time. In: bpi.co.uk. Abgerufen am 16. Juni 2021 (englisch).
9. 1 2 3  Smokie – Bright Lights & Back Alleys. chartsurfer.de, abgerufen am 14. Juni 2021.
10. 1 2  
Smokie – Bright Lights & Back Alleys. In: austriancharts.at. Abgerufen am 14. Juni 2021.
11. ↑  Gold-/Platin-Datenbank. In: musikindustrie.de. Abgerufen am 16. Juni 2021 (englisch).